# Bieler Hallenhandball-Meisterschaften 1949/50
Die Bieler Hallenhandball-Meisterschaften 1949/50 waren die 2. Bieler Hallenhandball-Meisterschaften, und zum ersten Mal qualifizierte sich der Bieler Meister für die erste Schweizer Meisterschaft 1950.

## Modus
Die zehn Mannschaften der vorangegangenen Saison wurden in zwei Serien geteilt. Die Serie A bestand aus sieben Mannschaften, welche eine Einfachrunde spielten. Der Meister der Serie A spielte den Zentralschweizer Regionalfinal gegen den Berner Meister um die Teilnahme an der ersten Schweizer Meisterschaft.

## Serie A
| Pl.                                              |  | Verein               | Sp. | S | U | N | Tore    | Diff. | Punkte |
| ------------------------------------------------ |  | -------------------- | --- | - | - | - | ------- | ----- | ------ |
| 1.                                               |  | TV Kaufleute Biel I  | 6   | 5 | 1 | 0 | 040:180 | +22   | 011:10 |
| 2.                                               |  | BTV Biel I (BM)      | 6   | 5 | 0 | 1 | 045:310 | +14   | 010:20 |
| 3.                                               |  | Swim Boys Biel I     | 6   | 4 | 1 | 1 | 036:130 | +23   | 09:30  |
| 4.                                               |  | Swim Boys Biel II    | 6   | 2 | 0 | 4 | 029:350 | −6    | 04:80  |
| 5.                                               |  | STV Biel             | 6   | 2 | 0 | 4 | 023:470 | −24   | 04:80  |
| 6.                                               |  | TV Kaufleute Biel II | 6   | 1 | 1 | 4 | 018:290 | −11   | 03:90  |
| 7.                                               |  | TV Nidau I           | 6   | 0 | 1 | 5 | 017:350 | −18   | 01:110 |
| Quelle: Bieler Tagblatt, Stand: 10. Februar 1950 |  |                      |     |   |   |   |         |       |        |

| Zum Saisonende 1949/50: |                                                      |
|                         | Bieler Meister & Qualifikation für den Regionalfinal |
|                         | Saison beendet                                       |
|                         |                                                      |
| Zum Saisonende 1948/49: |                                                      |
| (BM)                    | Bieler Meister: BTV Biel                             |

## Serie B
Mannschaften:
- Swim Boys Biel III
- TV Kaufleute Biel III
- BTV Biel II
- TV Nidau II
- ATV Biel-Stadt